# Dramaworld
Dramaworld è una webserie del 2016. Co-prodotta dalla piattaforma di streaming Rakuten Viki, dalla cinese Jetavana Entertainment, dalla sudcoreana EnterMedia Contents e dalla statunitense Third Culture Content, ha esordito all'Ace Hotel di Los Angeles il 16 aprile 2016, e in seguito è stata distribuita a livello mondiale su Viki e Netflix, due episodi ogni domenica, sottotitolata in più di 40 lingue, tra cui l'italiano.

## Trama
Claire Duncan, una studentessa universitaria nerd, è ossessionata dai drama coreani. Mentre i suoi coetanei escono e partecipano alle feste, Claire resta incollata allo schermo del cellulare a guardare il suo personaggio preferito, Joon Park, recitare nel drama Taste of Love, e a sognare che la porti via dalla sua noiosa vita quotidiana fatta di studio e lavoro. Una sera, però, la ragazza viene risucchiata magicamente nello smartphone e trasportata dentro Taste of Love, dove apprende dell'esistenza di Dramaworld e dei Facilitatori, che devono fare in modo che le storie si svolgano nel modo giusto. Insieme al Facilitatore Seth, Claire cercherà di dare un lieto fine a Taste of Love ed evitare che Dramaworld scompaia.

## Personaggi
- Claire Duncan, interpretata da Liv Hewson
- Joon Park, interpretato da Sean Dulake
- Seth Ko, interpretato da Justin Chon
- Seo-yeon, interpretata da Bae Noo-ri

### Personaggi secondari
- Ga-in, interpretata da Kim Sa-hee
- Signor Park, interpretato da Lee Ki-young
Padre di Joon.
- Signora Park, interpretata da Kwon Ki-sun
Madre di Joon.
- Phil Duncan, interpretato da Jimmy Schubert
Padre di Claire, gestore di un ristorante.
- Do-hwan, interpretato da Do Hwan-hoo
Amico di Seo-yeon.

### Cameo
- Daniel Joel Albright interpreta un cliente (ep. 1)
- Sam Hammington interpreta un ladro (ep. 1)
- Park Jin-joo (ep. 2)
- Kim Byung-chul (ep. 2)
- Han Ji-min interpreta la protagonista di un altro drama (ep. 3)
- Sung Hyuk interpreta il protagonista di un altro drama (ep. 3)
- Choi Si-won interpreta un uomo investito da un'auto (ep. 4)
- Jisook interpreta la ragazza dell'uomo investito (ep. 4)
- Lee Ji-ah interpreta una vicina di casa di Seo-yeon (ep. 5)
- Ji Il-joo interpreta un fattorino (ep. 5)
- Jeon Yong-jin interpreta un arciere (ep. 5-6)
- Hyun Jung-chul (ep. 6)
- Hwang Jung-ah (ep. 6)
- Lee Sae-byul (ep. 7)
- Yang Dong-geun interpreta un soldato di Joseon (ep. 8)
- Lee Jung-hyuk (ep. 8)

## Produzione

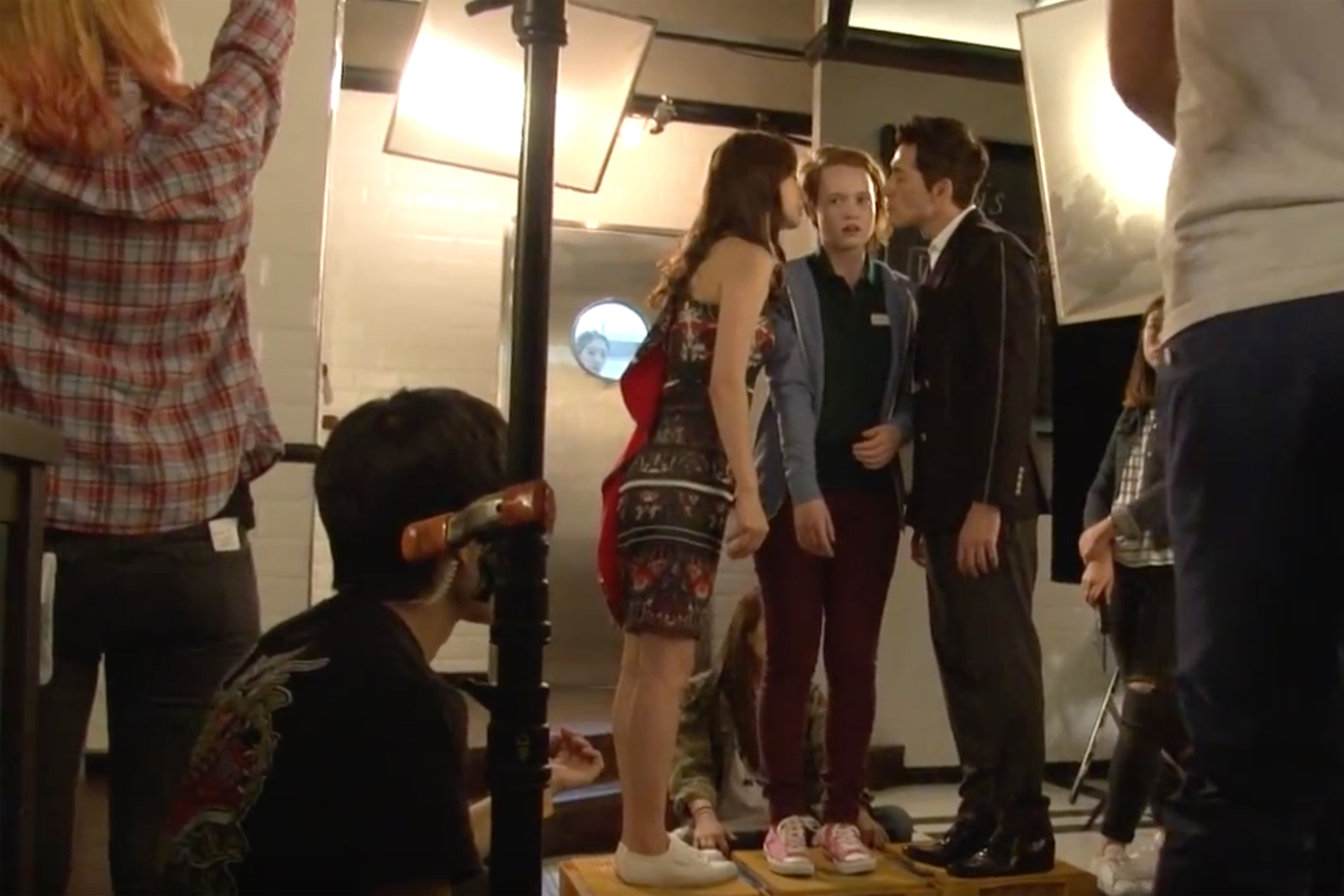
Riprese effettuate in una caffetteria con i protagonisti, Liv Hewson, Sean Dulake e Kim Sa-hee, filmata a Seoul nell'ottobre 2015.

Le riprese della serie iniziarono il 4 ottobre 2015 e terminarono il 3 novembre 2015 a Seul e Los Angeles. Josh Billig e Chris Martin furono incaricati della scrittura, e quest'ultimo anche della regia. Dramaworld è co-prodotta da Jetavana Entertainment, EnterMedia Contents e Third Culture Content, guidata e finanziata dalla piattaforma di streaming Viki.

## Colonna sonora
- First Love – Shin Jeung-ok
- Farewell – Lee Mok-kyung
- Love Me – eSNa
- Don't Wake Me Up – eSNa
- Bandolier – Yang Dong-geun

## Riconoscimenti
- Seoul International Drama Awards
  - Vinto Drama estero più popolare dell'anno[13]